# Pippinger Straße
Die Pippinger Straße ist eine Straße in den Münchner Stadtteilen Pasing und Obermenzing, die bereits jahrhundertelang als Würmtalstraße am linken Ufer der Würm verläuft. Der Straßenzug ist in ganzer Länge ländlich geprägt, teilweise mit Feldern an der westlichen Seite, und unausgebaut bzw. unbegradigt, obwohl die Straße als Zubringer zur Bundesautobahn 8 dient.

## Geschichte
Die Pippinger Straße beginnt an der Bahnunterführung westlich des Bahnhofs Pasing als Fortsetzung der Lortzingstraße und tangiert die Villenkolonie Pasing II im Osten. Sie durchquert den ehemaligen Weiler Pipping. Auf der Höhe der ehemaligen Bauernhöfe von Pipping steht auch die Dorfkirche St. Wolfgang, die 1478 bis 1480 erbaut wurde. Danach führt die Pippinger Straße an Schloss Blutenburg vorbei und bildet nach der Überquerung der Verdistraße die Hauptachse im Dorfkern von Obermenzing. Schließlich mündet sie in die Von-Kahr-Straße.

## Baudenkmäler an der Pippinger Straße
- Kirche St. Wolfgang

Kirche St. Wolfgang

- Alte Allee 2/Ecke Pippinger Straße (Wohnhaus)
- Pippinger Straße 35 (Wohnhaus)
- Pippinger Straße 37 (ehemaliges Bauernhaus)
- Pippinger Straße 47g (ehemaliges Bauernhaus)
- Pippinger Straße 49 (ehemaliges Bauernhaus)
- Pippinger Straße 51 (ehemaliges Bauernhaus)
- Pippinger Straße 97 (Wohnhaus)
- Pippinger Straße 115 (Villa)
- Pippinger Straße 121 (ehemaliges Bauernhaus)
- Pippinger Straße 123 (Villa)